# Kunheim
Kunheim är en kommun i departementet Haut-Rhin i regionen Grand Est (tidigare regionen Alsace) i nordöstra Frankrike. Kommunen ligger i kantonen Andolsheim som tillhör arrondissementet Colmar. År 2022 hade Kunheim 1 857 invånare.

## Befolkningsutveckling
Antalet invånare i kommunen Kunheim
| Referens: INSEE |